# Miroslav Malovec
Miroslav Malovec (zvaný Mirek, * 8. prosince 1953 Brno) je český esperantista a překladatel, redaktor časopisu Starto, místopředseda a do roku 2021 předseda Klubu esperantistů Brno a první redaktor a správce české Wikipedie. Žije v Brně a pracuje jako prodavač elektrosoučástek.

## Životopis
Narodil se roku 1953 v Brně, kde vystudoval střední školu. Po maturitě v roce 1973 nastoupil do Zbrojovky Brno, kde po dvacet let působil jako kontrolor technických výkresů v konstrukci výpočetní techniky. Když podnik po sametové revoluci začal upadat, změnil Malovec zaměstnání a v roce 1993 se stal prodavačem elektrosoučástek v nově vzniklé prodejně pro radioamatéry Jaromíra Bučka. Tam pokračuje v práci i poté, co po smrti zakladatele v roce 2021 převzal obchod jeho syn Richard Buček.

## Dílo

### Esperantská činnost

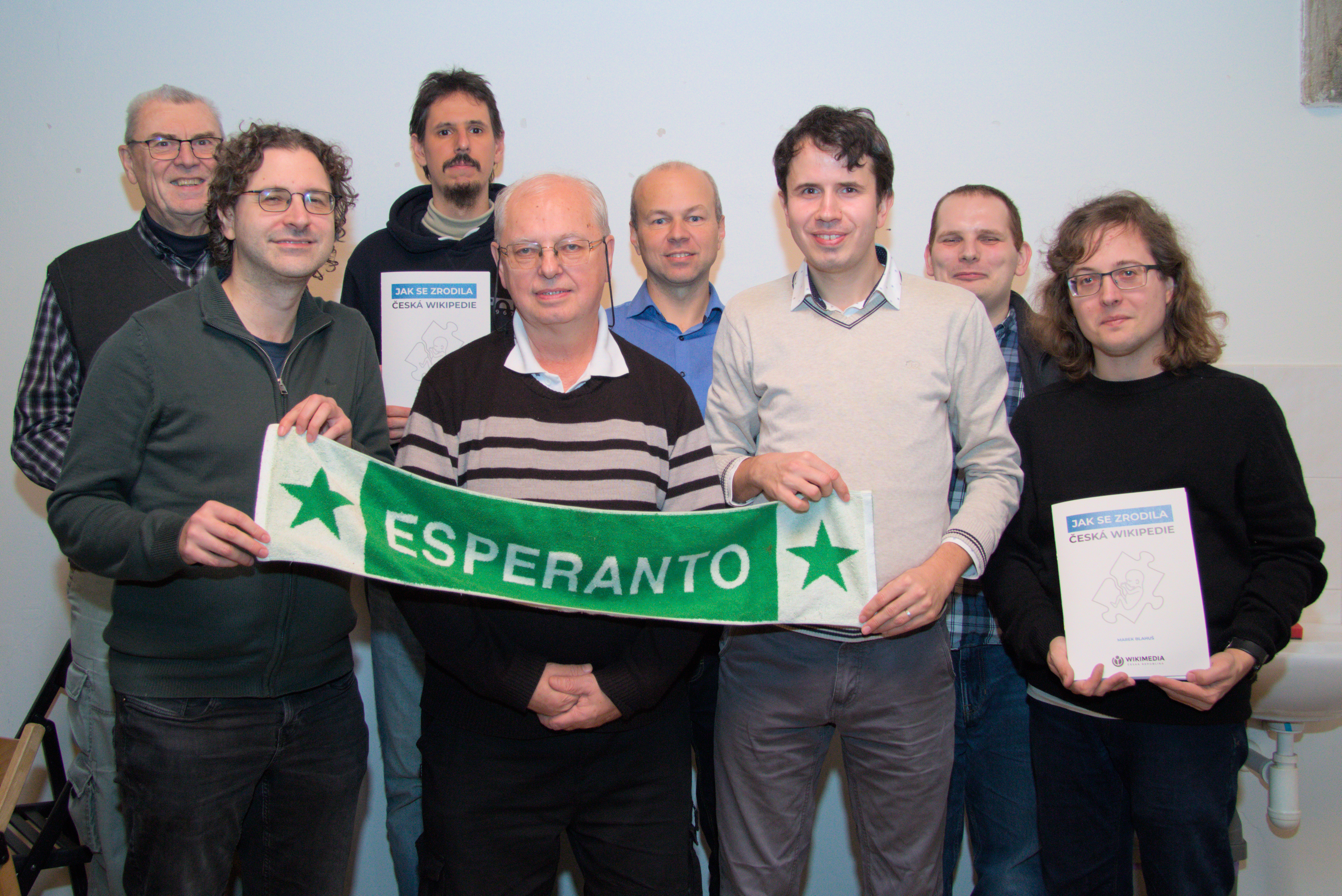
Miroslav Malovec (čtvrtý zleva) s esperantem hovořícími wikipedisty při setkání k jeho 70. narozeninám v Praze (2023)

Poté, co se Miroslav Malovec v mládí seznámil s mezinárodním jazykem esperanto, rychle se zapojil do činnosti esperantské komunity, stal se členem sekce mládeže Českého esperantského svazu (ČES) a svou pro-esperantskou činnost zahájil vyučováním v Letním esperantském táboře (Somera Esperanto-Tendaro) v Lančově. V ČES působí také jako lektor korespondenčních kurzů esperanta, člen zkouškové komise ČES a od roku 1990 je redaktorem časopisu Starto. Na místní úrovni se dlouhodobě angažuje jako člen Klubu esperantistů Brno, jehož byl v letech 2009–2021 předsedou a poté místopředsedou.
Za zásluhy spojené s výukou mládeže a aktivní pro-esperantskou činností v prostředí internetu bylo Miroslavu Malovcovi v roce 2006 uděleno čestné členství v České esperantské mládeži. V roce 2011 se stal rovněž čestným členem Českého esperantského svazu.

### Literární činnost

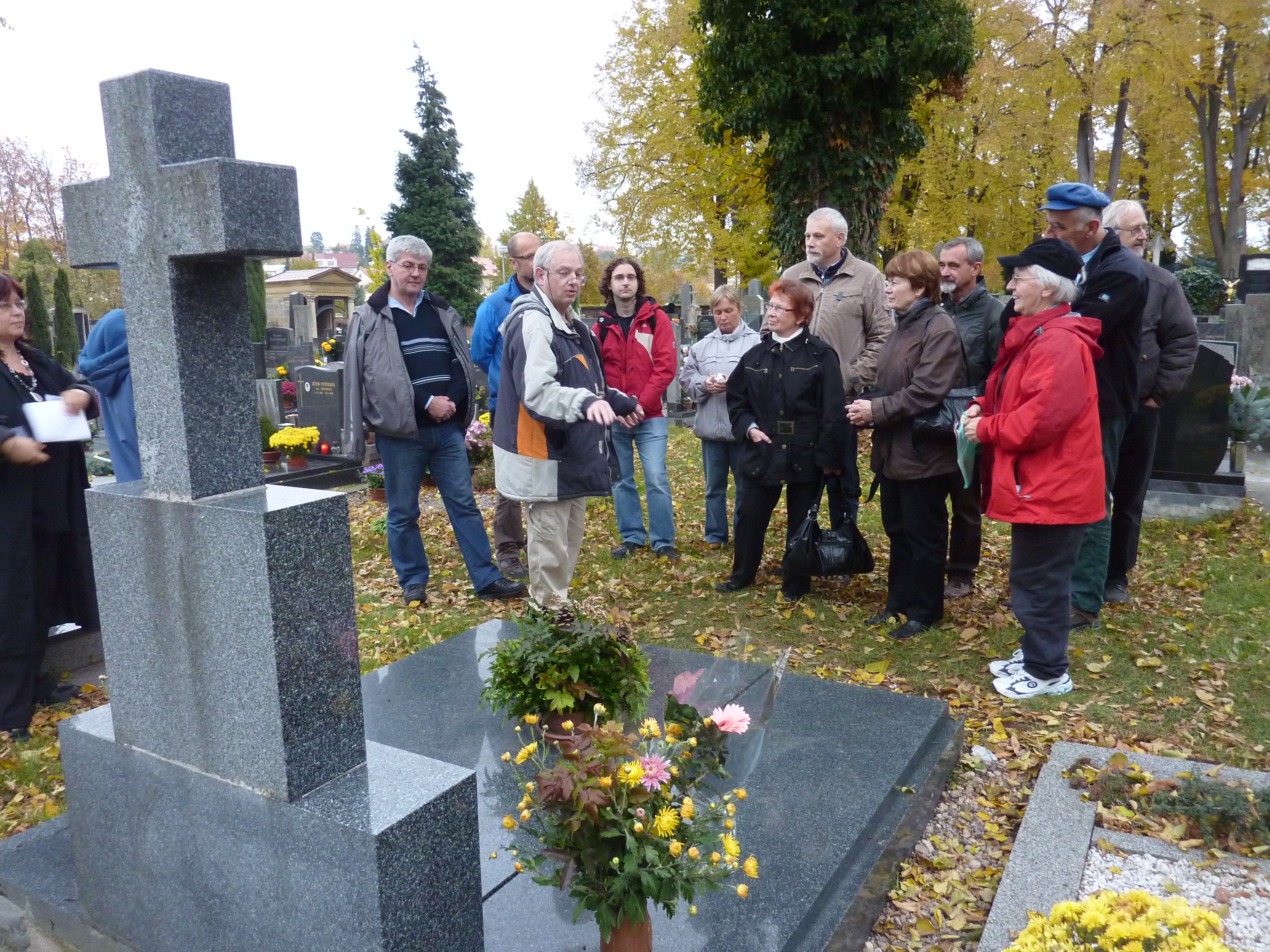
Miroslav Malovec podává výklad u hrobu esperantského básníka Karla Píče v Litomyšli (2011).

Miroslav Malovec je aktivní také na poli literatury. Svými překlady českých děl do esperanta se snaží seznamovat esperantisty z jiných zemí s českou kulturou: Je spoluautorem překladu románu Světlo v temnotách Františka Kožíka (1992), povídek Jaroslava Haška Nejen voják Švejk (1994), poezie české básnířky Věry Ludíkové Ekaŭdi la animon / Uslyšet duši (1998, dvojjazyčné česko-esperantské vydání) či dvou básní pro esperantský překlad v češtině známé knihy Deník mého bratra o životě Petra Ginze, židovského chlapce z Prahy, který byl rodilým mluvčím esperanta.
Malovec spolupracoval také na několika původně cizojazyčných knihách, které byly buďto přímo z esperanta, nebo jeho prostřednictvím přeloženy do češtiny a následně v Česku vydány. Jde zejména o příručku Interlingvistika: Cesty k odborné literatuře německého interlingvisty Detleva Blankeho (2004), k níž napsal pojednání o situaci tohoto oboru v Česku, či filozofické dílo Bruna Vogelmanna Nový realismus (1996).

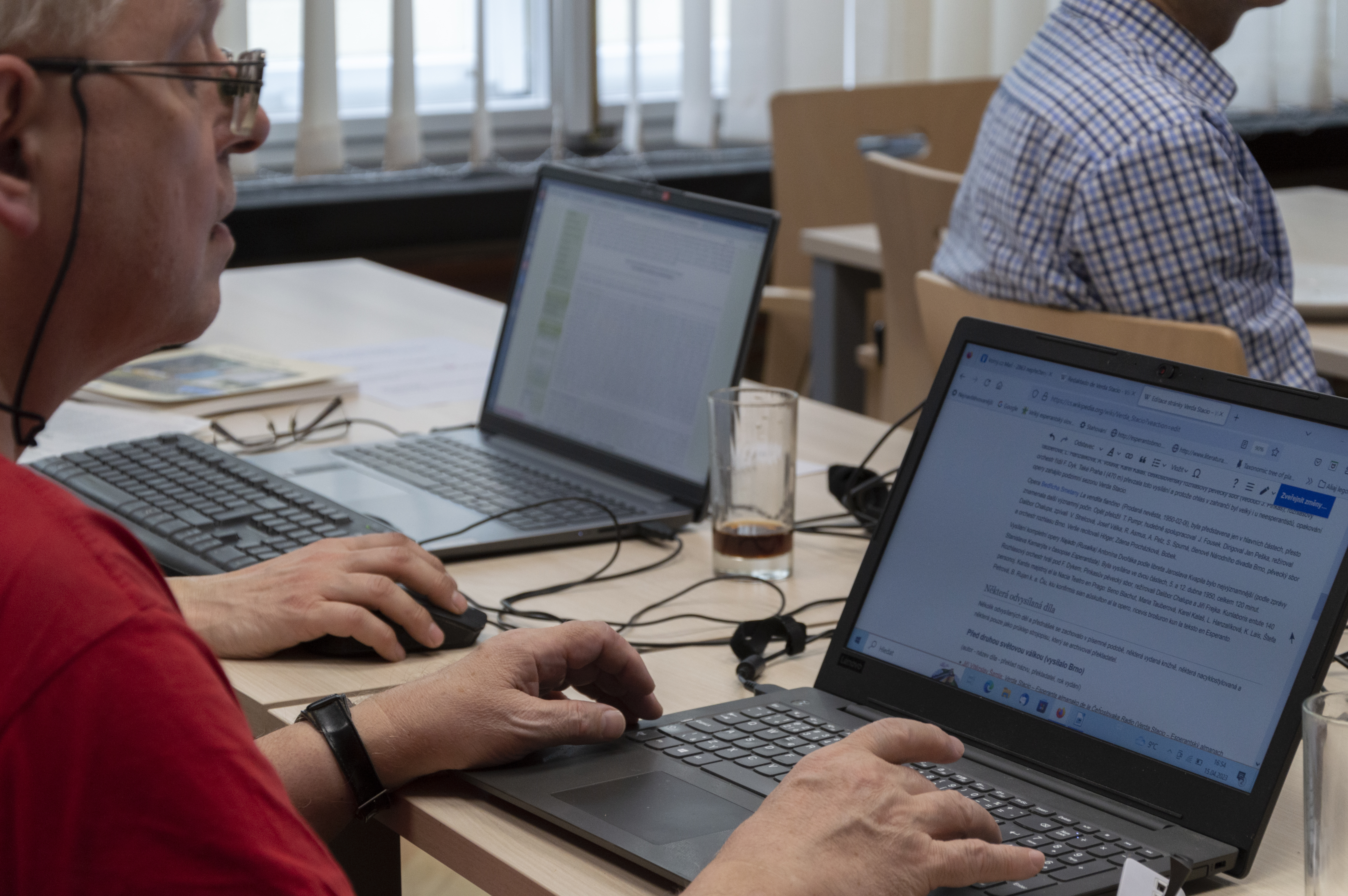
Miroslav Malovec při práci na počítači (2023)

Je také autorem několika původních děl esperantské literatury a esperantských příruček (Esperantsko-český slovník (1995) a Česko-esperantský slovník (1998), Gramatika Esperanta (1988, 2000) či Základní česká konverzace (vydaná při příležitosti 81. Světového esperantského kongresu v Praze 1996).
Na pomezí původní a překladové tvorby stojí Malovcův překlad libreta k opeře Ivana Achera Sternenhoch do esperanta, poněvadž tato hra z dílny skladatele-neesperantisty byla hned od premiéry v Národním divadle (2018) uváděna pouze s Malovcovým esperantským textem. Za tento příspěvek k hudební esperantské kultuře byl Malovcovi na 104. Světovém kongresu esperanta ve finském Lahti v roce 2019 udělen Diplom za vynikající uměleckou činnost.
Miroslav Malovec systematicky pracuje na digitalizaci veškeré esperantské literatury vydané od roku 1887 v českých zemích a počítačovém zpracování pozůstalostí významných esperantistů a je správcem knihovny Klubu esperantistů v Brně.

### Činnost ve Wikipedii

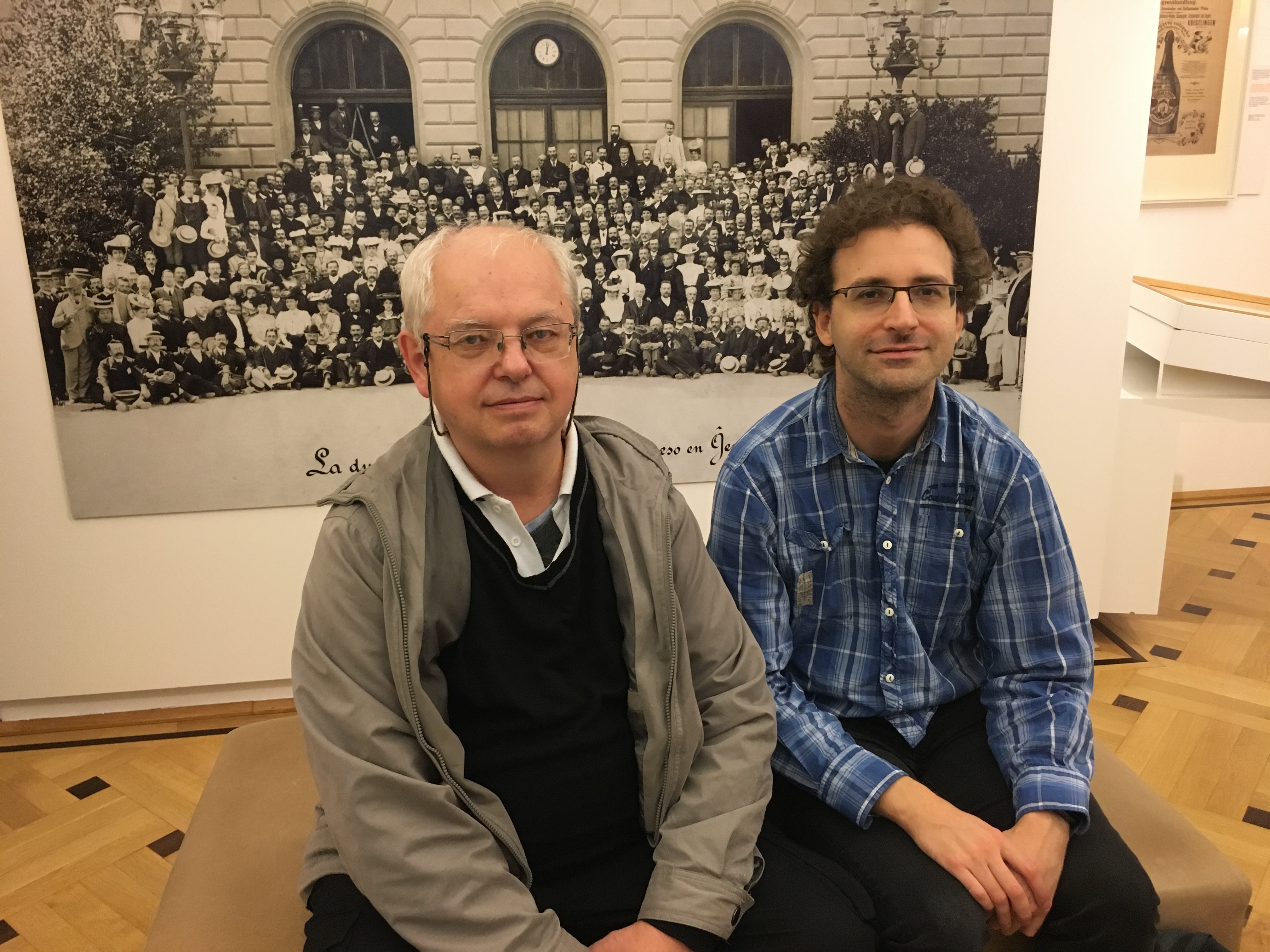
Iniciátoři české Wikipedie Miroslav Malovec a Chuck Smith v Muzeu esperanta ve Vídni 24. září 2017

Jméno Miroslava Malovce je úzce spojeno se vznikem a počátky české Wikipedie – právě on vytvořil v roce 2002 na popud tvůrce esperantské Wikipedie Chucka Smithe, se kterým se seznámil na 10. ročníku Konference o užití esperanta ve vědě a technice v Dobřichovicích, první překlad hlavní stránky internetové encyklopedie Wikipedie do češtiny (z esperanta) a stal se jejím prvním správcem. Již předtím se však věnoval a dosud se věnuje zejména esperantské Wikipedii.
Za významnou roli při založení české Wikipedie získal Miroslav Malovec dne 25. května 2014 (současně s Janem Sokolem) čestné členství ve spolku Wikimedia Česká republika. Malovcovy aktivity vedoucí k rozjezdu české Wikipedie podrobně zdokumentoval Marek Blahuš v publikaci Jak se zrodila česká Wikipedie, představené 9. prosince 2023 v Praze na setkání pořádaném při příležitosti jeho 70. narozenin.